# Чемпионат Европы по шорт-треку 2008
12-й Чемпионат Европы по шорт-треку проходил с 18 по 20 января 2008 года в Вентспилс, Латвия.

## Призёры чемпионата

### Медальная таблица
*   Принимающая страна (Латвия)
| Место           | Страна          | Золото | Серебро | Бронза | Всего |
| --------------- | --------------- | ------ | ------- | ------ | ----- |
| 1               | Италия          | 3      | 2       | 1      | 6     |
| 2               | Великобритания  | 2      | 1       | 0      | 3     |
| 2               | Латвия*         | 2      | 1       | 0      | 3     |
| 2               | Нидерланды      | 2      | 1       | 0      | 3     |
| 5               | Болгария        | 1      | 2       | 1      | 4     |
| 6               | Россия          | 0      | 2       | 3      | 5     |
| 7               | Венгрия         | 0      | 1       | 1      | 2     |
| 8               | Германия        | 0      | 0       | 2      | 2     |
| 9               | Франция         | 0      | 0       | 1      | 1     |
| 9               | Чехия           | 0      | 0       | 1      | 1     |
| Всего стран: 10 | Всего стран: 10 | 10     | 10      | 10     | 30    |

Медали за дистанцию 3000 метров не вручались.

### Мужчины
| Дистанция            | Золото                                                                                      | Золото    | Серебро                                                                         | Серебро   | Бронза                                                                 | Бронза   |
| -------------------- | ------------------------------------------------------------------------------------------- | --------- | ------------------------------------------------------------------------------- | --------- | ---------------------------------------------------------------------- | -------- |
| 500 метров           | Джон Или                                                                                    | 42.945    | Никола Родигари                                                                 | 43.073    | Тайсон Хён                                                             | 43.161   |
| 1000 метров          | Нилс Керстхолт                                                                              | 1:33.751  | Харальдс Силовс                                                                 | 1:33.809  | Габор Галамбош                                                         | 1:33.892 |
| 1500 метров          | Харальдс Силовс                                                                             | 2:16.377  | Вячеслав Кургинян                                                               | 2:16.471  | Руслан Захаров                                                         | 2:16.545 |
| 3000 метров          | Харальдс Силовс                                                                             | 5:03.706  | Никола Родигари                                                                 | 5:03.762  | Нилс Керстхолт                                                         | 5:03.931 |
| 5000 метров эстафета | Италия · Фабио Карта · Юрий Конфортола · Никола Родигари · Роберто Серра · Клаудио Ринальди | 6:57.853  | Великобритания · Джон Или · Том Иверсон · Пол Стэ́нли · Пол Уорт · Энтони Дуглас | 6:58.408  | Франция · Максим Шатенье · Тибо Фоконне · Жереми Массон · Стефан Перье | 6:59.256 |
| Общая квалификация   | Харальдс Силовс                                                                             | 89 очков. | Нилс Керстхолт                                                                  | 47 очков. | Никола Родигари                                                        | 42 очка. |

### Женщины
| Дистанция            | Золото                                                                                            | Золото    | Серебро                                                                                    | Серебро   | Бронза                                                                  | Бронза    |
| -------------------- | ------------------------------------------------------------------------------------------------- | --------- | ------------------------------------------------------------------------------------------ | --------- | ----------------------------------------------------------------------- | --------- |
| 500 метров           | Аннита Ван Дорн                                                                                   | 46.072    | Эрика Хусар                                                                                | 46.076    | Евгения Раданова                                                        | 46.115    |
| 1000 метров          | Евгения Раданова                                                                                  | 1:38.046  | Арианна Фонтана                                                                            | 1:38.059  | Нина Евтеева                                                            | 1:38.532  |
| 1500 метров          | Арианна Фонтана                                                                                   | 2:28.559  | Нина Евтеева                                                                               | 2:28.990  | Катержина Новотна                                                       | 2:29.059  |
| 3000 метров          | Арианна Фонтана                                                                                   | 5:43.030  | Эрика Хусар                                                                                | 5:44.081  | Нина Евтеева                                                            | 5:44.130  |
| 3000 метров эстафета | Великобритания · Элиз Кристи · Шарлотт Гилмартин · Сара Линдсей · Джоанна Уильямс · Алекс Уэлборн | 4:23.172  | Болгария · Даниэла Иванова · Марина Георгиева Николова · Гергана Пацова · Евгения Раданова | 4:23.243  | Германия · Тина Грассов · Кристин Прибст · Айка Кляйн · Сюзанна Рудольф | 4:23.417  |
| Общая квалификация   | Арианна Фонтана                                                                                   | 89 очков. | Евгения Раданова                                                                           | 58 очков. | Нина Евтеева                                                            | 47 очков. |